# Richard Boelke
Richard Boelke (* 7. März 1868 in Halle (Saale); † 27. November 1943 in Bremen) war ein deutscher Politiker der Unabhängigen Sozialdemokratischen Partei Deutschlands (USPD) und der Kommunistischen Partei Deutschlands (KPD) und war 1920 und 1924 Abgeordneter der Bremischen Bürgerschaft.

## Leben
Boelke arbeitete 1919 als Tischler und wurde Mitglied der USPD. Am 6. Juni 1920 wurde er in die Bremische Bürgerschaft gewählt und war bis Ende des Jahres Mitglied der USPD-Fraktion. 1920 verließ er Partei und Fraktion und ging mit der Minderheit der Bremer USPD zur KPD. 
In der folgenden Legislaturperiode kam Boelke für die KPD als Nachrücker 1924 erneut in den Bremer Landtag. Aufgrund interner Flügelkämpfe, die zum Parteiausschluss langjähriger Bremer Kommunisten wie Wilhelm Dantz, Wilhelm Deisen und Adolf Ehlers führten, trat Boelke im Juni 1924 aus der KPD aus. Er gehörte bis zum Ende der Legislaturperiode im Dezember 1924 der Bürgerschaft als fraktionsloser Abgeordneter an.